# Хантер, Джон Александр
Джон Александр Хантер (англ. John Alexander Hunter; 30 мая 1887, Дамфрис — 29 марта 1963, Кения) — прославленный африканский охотник и автор популярных книг об Африке. Организовывал сафари, завоевал несколько рекордов по количеству трофеев (более 1000 носорогов и т. п.). В последние годы высказывался за сохранение видов и сам занимался этим вопросом.

## Биография
Родился 30 мая 1887 года недалеко от Ширингтона (Дамфрисшир) в Шотландии (Великобритания). С 1908 года жил в Британской Восточной Африке, где позже возглавил Ливерморскую экспедицию с помощью А. П. де К. Фури, которая открыла для европейских охотников кратер Нгоронгоро. В разное время установил несколько мировых рекордов по крупной дичи, в том числе убил более 1000 носорогов в Кении, большинство из них — в охотничьих угодьях Макуэни, которые правительству решило передать для переселения народа камба. Помимо сафари и других операций по контролю для Охотничьего управления Кении, в одном только Макуэни Хантер с 26 августа 1944 года по 31 октября 1946 года в одиночку убил 996 животных. Оказалось, что эти земли бесполезны для поселения. В последующие годы он забеспокоился о возможном исчезновении дикой природы, на которую так усердно охотился, и стал выступать за её сохранение. Сочинения Хантера выдавали его колониалистскую позицию, одновременно отражая подлинное уважение и привязанность к местам и народам, с которыми он взаимодействовал.
В 1918 женился на Хильде Банбери (англ. Hilda Bunbury), у них было шестеро детей: Дорин, Шейла, Лесли, Гордон, Деннис и Дэвид. Его внук Алекс Хантер работает гидом по сафари в Кении.
Джон Хантер дружил с известным британским аристократом-охотником Денисом Финчем Хатоном (англ. Denys Finch Hatton), увековеченным в книге «Из Африки» (написанной его подругой Карен Бликсен) и фильме с таким же названием. Хантер также писал о своём друге и его трагической гибели в авиакатастрофе в 1931 году.
В 1958 построил в Макинду (Кения) гостиницу Hunters' Lodge, где и скончался в 1963 году.